# Rhodosporidium azoricum
Rhodosporidium azoricum är en svampart som beskrevs av Samp. & Gadanho 2001. Rhodosporidium azoricum ingår i släktet Rhodosporidium, ordningen Sporidiobolales, klassen Microbotryomycetes, divisionen basidiesvampar och riket svampar.   Inga underarter finns listade i Catalogue of Life.